# Martin, Georgia
Martin är en ort i Stephens County i delstaten Georgia, USA.